# Ghada al-Samman
Ghada al-Samman (arabisch غادة السمّان, DMG Ġāda as-Sammān; * 1942 in Damaskus, Syrien) ist eine syrische Schriftstellerin und Journalistin, die seit Mitte der 1980er Jahre in Paris lebt. Ihre Werke befassen sich unter anderem mit dem Zionismus und der Situation der Palästinenser sowie mit den gesellschaftlichen und politischen Problemen im Libanon. Weiterhin gilt sie aufgrund ihrer zahlreichen Texte, die soziale und psychologische Diskriminierung von Frauen in der arabischen Welt behandeln, als feministische Autorin. Mehrere ihrer Romane wurden auf Englisch, Französisch und Deutsch veröffentlicht. Ihre Bücher zählen zu den bekanntesten Werken der zeitgenössischen syrischen Literatur.

## Leben und Werk
Al-Samman entstammt einer alteingesessenen, konservativen Damaszener Familie. Sie ist entfernt mit dem syrischen Dichter Nizar Qabbani verwandt. Ihr Vater war einige Zeit lang Präsident der Universität Damaskus und danach Minister für Kultur. Ihre Jugend wurde durch ihren Vater sehr geprägt, da ihre Mutter starb, als sie noch ein Kleinkind war. 1962 veröffentlichte sie ihre erste Sammlung von Kurzgeschichten mit dem Titel Deine Augen sind mein Schicksal. Im Jahr darauf schloss sie mit einem Bachelorexamen im Fach Englische Literatur ihre Studien an der Universität Damaskus ab und ging danach an die Amerikanische Universität Beirut, um dort den Master of Arts in Theaterwissenschaften zu erlangen. Al-Samman kehrte in der Folgezeit nicht mehr nach Damaskus zurück. Ihre weiteren Publikationen behandeln unter anderem den Sechs-Tage-Krieg und die Probleme vor und während des Libanesischen Bürgerkriegs, der 1975 begann.
In den späten 1960er Jahren heiratete al-Samman einen Verleger, mit dem sie einen Sohn hat. Im eigenen Verlag veröffentlichte sie die meisten ihrer Werke. In den 1960er Jahren wurde ihr eine Verbindung mit einigen palästinensischen Schriftstellern und Dichtern nachgesagt, so mit dem Journalisten Nasr Eddin Nashashibi und dem Dichter Kamal Nasir. Ihre Veröffentlichung einer Anzahl von Liebesbriefen, die der Schriftsteller Ghassan Kanafani in den 1960er Jahren an sie schrieb, wurde von einigen Zeitgenossen verurteilt, obgleich diese Beziehung niemals ein Geheimnis gewesen war.
Al-Samman begann in den 1960er Jahren, belletristische Werke zu veröffentlichen und investigative Reportagen zu schreiben. Ihr erster Band mit Kurzgeschichten, Deine Augen sind mein Schicksal, erschien 1962. Alle folgenden Romane und Kurzgeschichten drücken ein starkes arabisch-nationalistisches Gefühl aus und kritisieren den Zionismus, indem sie sich auf die Seite der Palästinenser stellen. In einigen ihrer Romane, wie Beirut '75, der auch auf Deutsch erschien, entlarvt sie Klassenunterschiede, Geschlechterkonflikte und Korruption in der libanesischen Hauptstadt und sagt indirekt den bald darauf folgenden Bürgerkrieg voraus. In Ein Laib Brot schlägt wie ein Herz thematisiert sie die politische Korruption in der arabischen Welt sowie die Misshandlung von Frauen. Ein weiteres Buch, Die unvollständigen Werke (1979), handelt von ihren Erinnerungen an verschiedene Reisen in arabische und europäische Länder. In einem anderen, vom Krieg inspirierten Roman, Alptraum in Beirut, erzählt sie von ihren Erlebnissen in einem Hotel, in dem sie eingeschlossen war, als die Feindseligkeiten im ersten Jahr des libanesischen Bürgerkriegs ausbrachen. Die Kurzgeschichten in Der quadratische Mond  basieren auf ihren Erfahrungen in Paris und dem Kulturkonflikt, den sie als Folge ihres Lebens im französischen Exil empfand. Aufgrund ihrer auch biografisch bedingten Vertrautheit mit der modernen westlichen Welt benutzt al-Samman literarische Stilmittel der westlichen Erzählkunst, wie den Bewusstseinsstrom, fiktive Selbstgespräche, die Vielfalt der Erzählperspektiven und die Aufhebung der Grenzen, die beim Erzählen von Geschichten das Reale vom Imaginären trennen.